# Òmicron del Taure
Òmicron del Taure (ο Tauri) és un estel a la constel·lació del Taure de magnitud aparent +3,62. S'hi troba a 212 anys llum de distància del sistema solar.
Òmicron del Taure és una estrella gegant groga de tipus espectral G6III amb una temperatura efectiva de 5.705 K. La seva lluminositat és 154 vegades major que la del Sol i té un radi 16 vegades més gran que el radi solar. El seu període de rotació és igual o inferior a 135 dies, revelant que rota ràpidament per ser un estel gegant. La seua metal·licitat —abundància relativa d'elements més pesats que l'heli— és un poc inferior a la solar, equivalent al 83% de la mateixa ([Fe/H] = -0,08). La teoria de l'estructura i evolució estel·lar permeten estimar la seva massa entre 3,2 i 3,4 masses solars, sent la seva edat aproximada de 380 milions d'anys.
Òmicron del Taure és una estrella binària espectroscòpica, és a dir, la seva duplicitat és coneguda pel desplaçament Doppler de les seves línies espectrals. L'estel acompanyant, de la que gens se sap, té un període orbital de 1.654 dies —4,53 anys. Assumint una massa de 0,5 masses solars per a l'acompanyant, la separació mitjana entre les dues components seria de 4,3 ua.